# 엑스포 '70 기념 경기장
만박 기념 경기장(万博記念競技場)은 일본 오사카부 스이타시에 위치한 종합운동장이다.

## 역사
1970년 오사카 세계 박람회 개최 이후부터 기념 공원으로 조성되었으며 1972년 개장하였다.
1993년에는 J리그에 참여할 감바 오사카의 홈 구장으로 승인받아 야간 조명 설치 공사를 실시했다. 1996년 제52회 국민 체육 대회를 앞두고 스탠드 증축 공사를 진행했다. 2006년 사이드 스탠드를 잔디 자리에서 입석 관람 자리로 개조하여 수용 인원이 23,000명에서 21,000명으로 감소하였다.